# Henryk Popiela
Henryk Popiela (ur. 5 września 1957 w Nowym Sączu) – polski kajakarz górski, medalista mistrzostw świata, mistrz Polski, przedsiębiorca.

## Kariera sportowa
Jego największym sukcesem w karierze był brązowy medal mistrzostw świata w konkurencji K-1 x 3 w 1977 (z Wojciechem Gawrońskim i Jerzym Stanuchem). Czterokrotnie zdobywał mistrzostwo Polski w konkurencji K-1 (1977, 1979, 1981, 1983), sześciokrotnie w konkurencji K-1 x 3 (1977, 1978, 1979, 1980, 1981, 1982). Był zawodnikiem AZS AWF Wrocław.
W 1985 założył z braćmi, Rafałem i Bogusławem wciąż istniejącą firmę PPHU Centrum, w ramach której zajmuje się produkcją wanien.
Jego bratankiem (synem Bogusława) jest kajakarz Dariusz Popiela.